# Klejnówko
Klejnówko (Duits: Gut Klenau) is een plaats in het Poolse district  Braniewski, woiwodschap Ermland-Mazurië. De plaats maakt deel uit van de gemeente Braniewo en telt 45 inwoners.